# Telescopi più grandi d'Italia
Questa lista comprende i più grandi telescopi italiani a partire dal diametro di 40 cm.

## I più grandi telescopi italiani all'estero
Non situati in Italia, ma di costruzione italiana.
| Nome                               | Immagine | Diametro | Regione               | Osservatorio                            | Anno di costruzione |
| Telescopio nazionale Galileo (TNG) |          | 3,58 m   | Isole Canarie, Spagna | Osservatorio del Roque de los Muchachos | 1998                |
| VLT Survey Telescope (VST)         |          | 2,61 m   | Cile                  | Osservatorio del Paranal                | 2007                |
| Telescopio IRAIT                   |          | 0,80 m   | Dome C                | Concordia (Antartide)                   | 2012                |
| Telescopio Rapid Eye Mount         |          | 0,60 m   | Regione di Coquimbo   | Osservatorio di La Silla                | 2003                |

## I più grandi telescopi d'Italia
| Nome, tipologia o produttore            | Immagine | Diametro | Località                    | Osservatorio                                                  | Anno di costruzione |
| Copernico                               |          | 1,82 m   | Asiago                      | Stazione osservativa di Cima Ekar                             | 1973                |
| Telescopio 1                            |          | 1,56 m   | Castelgrande                | Osservatorio astronomico di Castelgrande                      | 1993                |
| Cassini                                 |          | 1,52 m   | Loiano                      | Osservatorio astronomico di Bologna                           | 1976                |
| Ruths                                   |          | 1,37 m   | Merate                      | Osservatorio astronomico di Brera                             | 1968                |
| Galileo                                 |          | 1,22 m   | Asiago                      | Osservatorio astrofisico di Asiago                            | 1942                |
| AZT-24                                  |          | 1,08 m   | Assergi                     | Osservatorio astronomico di Campo Imperatore                  | 1997                |
| Reosc                                   |          | 1,05 m   | Pino Torinese               | Osservatorio astrofisico di Torino                            | 1974                |
| Zeiss                                   |          | 1,02 m   | Merate                      | Osservatorio astronomico di Brera                             | 1926                |
| NEOSTEL                                 |          | 1 m      | Monte Mufara                | Gal Hassin                                                    | 2021                |
| Telescopio di Catania 1                 |          | 0,91 m   | Catania                     | Osservatorio astrofisico di Catania                           | 1966                |
| Telescopio RC-85                        |          | 0,85 m   | Petina (SA)                 | Osservatorio astronomico Aresta – Petina                      | 2000                |
| Schiaparelli                            |          | 0,84 m   | Luvinate                    | Osservatorio astronomico G.V. Schiaparelli                    | 2015                |
| Telescopio principale                   |          | 0,81 m   | Vallone di Saint-Barthélemy | Osservatorio astronomico della Regione Autonoma Valle d'Aosta | 2003                |
| Telescopio 1                            |          | 0,81 m   | Guarcino                    | Osservatorio astronomico di Campo Catino                      | 1987                |
| Teramo Normale Telescope (TNT)          |          | 0,80 m   | Teramo                      | Osservatorio astronomico d'Abruzzo                            | 1995                |
| Telescopio ASTELCO                      |          | 0,80 m   | Fascia                      | Osservatorio astronomico di Fascia                            | 2011                |
| Telescopio automatico                   |          | 0,80 m   | Catania                     | Osservatorio astrofisico di Catania                           | 1992                |
| Telescopio principale                   |          | 0,80 m   | Monte Bondone               | Terrazza delle stelle                                         | 2011                |
| Akiuz Mattei                            |          | 0,80 m   | Castello Tesino             | Osservatorio astronomico del Celado                           | 2010                |
| Schmidt                                 |          | 0,67 m   | Asiago                      | Stazione osservativa di Cima Ekar                             | 1966                |
| Telescopio di Catania 2                 |          | 0,61 m   | Catania                     | Osservatorio astrofisico di Catania                           | 1966                |
| Telescopio                              |          | 0,61 m   | Suno                        | Osservatorio astronomico Galileo Galilei                      | 1985                |
| Telescopio Ritchey-Chretién             |          | 0,60 m   | Alpette                     | Osservatorio astronomico di Alpette                           | 1987                |
| Specola Margherita Hack                 |          | 0,60 m   | Trieste                     | Osservatorio astronomico di Trieste                           | 2015                |
| Castelmauro Robotic Telescope (CRT)     |          | 0,60 m   | Castelmauro                 | Osservatorio astronomico di Castelmauro                       | 2008                |
| Telescopio 1                            |          | 0,60 m   | San Marcello Pistoiese      | Osservatorio astronomico della Montagna pistoiese             | 1991                |
| Telescopio Schmidt                      |          | 0,60 m   | Assergi                     | Osservatorio astronomico di Campo Imperatore                  |                     |
| Telescopio Principale                   |          | 0,53 m   | Monte Grimano Terme         | Osservatorio Monte San Lorenzo                                | 2000                |
| Telescopio Ritchey-Chrétien             |          | 0,53 m   | Montarrenti                 | Osservatorio Astronomico Provinciale di Montarrenti           | 2004                |
| Telescopio 2                            |          | 0,508 m  | Magasa                      | Osservatorio astronomico di Cima Rest                         | 1997                |
| Telescopio Newton                       |          | 0,508 m  | Coriano                     | Osservatorio mobile                                           | 2023                |
| Telescopio Astelco 20" Ritchey Chretien |          | 0,508 m  | San Lazzaro, Agerola (NA)   | Osservatorio astronomico Salvatore Di Giacomo                 | 2016                |
| Telescopio Ritchey-Chrétien             |          | 0,503 m  | Savelli                     | Parco Astronomico Lilio                                       | 2010                |
| Telescopio Ritchey-Chrétien             |          | 0,50 m   | Libbiano                    | Osservatorio astronomico di Libbiano                          | 2006                |
| Telescopio Ritchey-Chrétien             |          | 0,50 m   | Stroncone                   | Osservatorio astronomico Santa Lucia Stroncone                | 1987                |
| Telescopio Marcon                       |          | 0,50 m   | Milano                      | Osservatorio astronomico di Brera                             |                     |
| Telescopio Cavagna                      |          | 0,50 m   | Sormano                     | Osservatorio astronomico di Sormano                           | 1988                |
| Marcon                                  |          | 0,45 m   | Torino                      | Osservatorio Astrofisico di Torino                            |                     |
| Telescopio Newton-Cassegrain            |          | 0,45 m   | Remanzacco                  | Osservatorio astronomico di Remanzacco                        | 1989                |
| Morais                                  |          | 0,42 m   | Torino                      | Osservatorio Astrofisico di Torino                            |                     |
| Telescopio Schmidt                      |          | 0,42 m   | Bassano Bresciano           | Osservatorio Bassano Bresciano                                | 1989                |
| Telescopio Ritchey-Chrétien             |          | 0,42 m   | Anzi                        | Planetario Osservatorio astronomico di Anzi                   | 2008                |
| Telescopio 2                            |          | 0,40 m   | Guarcino                    | Osservatorio astronomico di Campo Catino                      | 1987                |
| Telescopio torre est                    |          | 0,40 m   | Napoli                      | Osservatorio astronomico di Capodimonte                       |                     |
| Telescopio Schmidt Cassegrain           |          | 0,40 m   | Ferrara di Monte Baldo      | Osservatorio astronomico del Monte Baldo                      | 2005                |
| Telescopio Ritchey-Chrétien             |          | 0,40 m   | Ferrara di Monte Baldo      | Osservatorio astronomico del Monte Baldo                      | 2005                |
| Telescopio Newton Cassegrain            |          | 0,40 m   | Tavolaia                    | Osservatorio astronomico di Tavolaia                          | 1999                |
| Telescopio Newton-Cassegrain            |          | 0,40 m   | Cavezzo                     | Osservatorio astronomico Geminiano Montanari                  | 1978                |
| Telescopio 2                            |          | 0,40 m   | Castelgrande                | Osservatorio astronomico di Castelgrande                      | 1993                |
| XLT                                     |          | 0,40 m   | Teramo                      | Osservatorio astronomico d'Abruzzo                            |                     |
| Telescopio newtoniano                   |          | 0,40 m   | Dossobuono                  | Osservatorio astronomico di Madonna di Dossobuono             | 1980                |
| Telescopio Newton                       |          | 0,40 m   | Borbona                     | Osservatorio astronomico di Vallemare di Borbona              | 1984                |
| Telescopio Newton-Cassegrain            |          | 0,40 m   | Gairo                       | Osservatorio astronomico Ferdinando Caliumi                   | 1992                |
| Telescopio Ritchey-Chrétien             |          | 0,40 m   | La Spezia                   | Osservatorio astronomico Monte Viseggi                        | 1982                |
| Telescopio principale                   |          | 0,40 m   | Cavriana                    | Osservatorio di Cavriana                                      | 1977                |
| Telescopio 2                            |          | 0,40 m   | San Marcello Pistoiese      | Osservatorio astronomico della Montagna pistoiese             | 1991                |
| Telescopio Ritchey-Chrétien             |          | 0,40 m   | Lumezzane                   | Osservatorio astronomico Serafino Zani                        | 1993                |

Questa lista non include telescopi come il Large Binocular Telescope perché non interamente italiani (il LBT è 50% USA, 25% Italia, 25% Germania).